# Amt (historisches Verwaltungsgebiet)
Das Amt (lateinisch officium ‚Amt‘) war vom Spätmittelalter bis zum 20. Jahrhundert eine Institution mit der Aufgabe, herrschaftsgebundene Rechte des Landesherrn, des Stadtherrn oder der Klöster zu verwalten. Die Bezeichnung ging auch auf die entsprechenden Gebiete selbst über, teilweise auch auf den Sitz des Amtes. Dabei ging es nicht nur um Eigentumsrechte der Herrschaft, sondern auch um die regionale Gerichtsbarkeit. Daneben oder parallel dazu bestanden in einigen Gebieten des Heiligen Römischen Reiches Zente (Cent), deren Aufgaben sich ergänzen oder überschnitten. Die Zent war aber immer mit einem Gericht verbunden. Spätestens zum Anfang des 19. Jahrhunderts wurden deren Aufgaben durch Ämter übernommen.
Der Leiter des Amtes war ein Amtmann, der in einem Amtshaus residierte.

## Entstehung der Ämter im Mittelalter
Das Amt war zunächst ausschließlich für herrschaftliche Rechte zuständig. Ursprünglich bezog es sich auf das zu Burgen oder Schlössern gehörende Gebiet, das in den Besitz der Landesherrschaften oder des Adels gekommen war. Vorgänger des Amtes waren tendenziell die Vogtei und das Kammergut. Teilweise wurden die Begriffe Vogt und Amtmann synonym benutzt.
Gemeinsam war den meisten Ämtern ihre Zuständigkeit sowohl für die Verwaltung (vor allem der herrschaftlichen Ländereien) als auch für die Gerichtsbarkeit über die Untertanen. Zudem gehörten die Einberufung des militärischen Aufgebots, die Verantwortung für die polizeiliche Sicherheit und die Finanzverwaltung zu den Aufgaben des Amtmannes.
Teilweise entwickelten sich die Ämter im Laufe der Jahrhunderte regional unterschiedlich.

## Weitere Entwicklung
In den von der Reformation betroffenen Gebieten kam es im 16. Jahrhundert zur umfangreichen Säkularisation von Klosterbesitz, der in den Besitz der jeweiligen Landesherren kam. Die früheren Besitztümer eines Klosters wurden oft zu einem Amt zusammengefasst, das nicht zwingend territorial zusammenhing. Musterbeispiel ist das sächsische Amt Nossen, das wesentlich aus dem Besitz des ehemaligen Zisterzienserklosters Altzella bei Nossen hervorging.
Die Ämter entwickelten sich mehr und mehr zu allgemeinen Verwaltungsorganen. In Sachsen waren ursprünglich ritterschaftliche Gutsbesitzer, die sogenannten Schriftsassen, nicht den Ämtern zugeordnet, sondern unterstanden direkt dem Landesherren. In der Folge dehnten die Ämter jedoch ihre Zuständigkeit auf die Schriftsassen aus und wurden auch für die Gutsuntertanen zum zuständigen unteren Organ der Staatsverwaltung. Vom 17. Jahrhundert an war das gesamte sächsische Staatsgebiet in Ämter eingeteilt.
Auch in Mecklenburg-Schwerin wurden im 17. Jahrhundert mit Ausnahme der größeren Städte alle Orte vollständig Ämtern zugeordnet. Die Amtseinteilung folgte mehrere Jahrhunderte lang im Wesentlichen der nach der Landesteilung zwischen der schwerinschen und der güstrowschen Linie im Jahr 1621 entstandenen Verwaltungsgliederung. Dabei unterschied man grundsätzlich zwischen Domänen (früher: Domainen) in landesherrschaftlichen Besitz und dem ritterschaftlichen Eigentum. Entsprechend sprach man von Dominialämtern und ritterschaftlichen Ämtern. Wenn es in einem solchen Gebiet sowohl ritterschaftlichen als auch landesherrschaftlichen Besitz gab, war ein und dasselbe Amt für beide zuständig.
In der Mark Brandenburg wurden nur die im Besitz der Landesherrschaft befindlichen Orte Ämtern zugeordnet, wobei in einzelnen Orten die Besitzverhältnisse kompliziert waren. Ein bekanntes Beispiel für ein brandenburgisches Amt war das Amt Mühlenhof mit Sitz in Berlin, das ursprünglich für die Verwaltung der Mühlen und der zugehörigen Flächen vorgesehen war. Die Mühlen mussten allesamt als Resultat des „Berliner Unwillens“ im Jahr 1448 für den Schlossbau an den Landesherren abgetreten werden. Später gehörten zum Amt Mühlenhof eine Reihe von Dörfern und Gutsbezirken im Berliner Raum, die der Landesherr erworben hatte.
Anstelle des Begriffes Amt gab es vor allem in oberdeutschen Gebieten eine Reihe von anderen Begriffen für derartige Institutionen, wie Pflege, Vogtei, Kellerei, teilweise auch Ort.

## Ämter im 19. und 20. Jahrhundert
In Mecklenburg-Schwerin behielten die Domänial- und ritterschaftlichen Ämter bis ins 20. Jahrhundert ihre uneingeschränkte Bedeutung. Ämter bestanden in den meisten Regionen bis ins 19. oder 20. Jahrhundert, wobei die Entwicklung sehr unterschiedlich verlief: Im Westen Deutschlands, der ehemals preußischen Rheinprovinz, verschwanden die letzten Ämter Anfang der 1970er Jahre, während sie im Nordosten bis heute fortbestehen (siehe Amt (Kommunalrecht)).
In Preußen wurden nach den Freiheitskriegen im Zuge der Stein-Hardenbergschen Reformen ab 1815 Landkreise als einheitliche Verwaltungsgliederungen eingeführt. Sie unterstanden nicht mehr adligen Amtmännern, sondern ernannten Kreisdirektoren. Der Begriff Amt im kommunalrechtlichen Sinn wurde in Preußen erstmals 1841 in der Provinz Westfalen eingeführt, als die bestehenden Gemeindeverbände (Bürgermeistereien, Kantone, Verwaltungsbezirke) die einheitliche Bezeichnung Amt erhielten.
In Sachsen endete die Ämterverfassung im Jahr 1856. Die Justiz teilte das Land in Gerichtsämter ein, die nicht mehr nach historischen, sondern nach rationalen Kriterien eingeteilt wurden und die Grundlage für die 1879 dort eingeführten Amtsgerichte bildeten. In der Provinz Hannover bestanden die Ämter aus der königlich- bzw. kurhannoverschen Zeit bis 1885 fort, als die preußische Kreisverfassung eingeführt wurde.

## Auswirkungen
Aus dem Amtsbegriff haben sich weitere Bedeutungen für das Wort „Amt“ abgeleitet, beispielsweise im Sinne einer Behörde oder im Beamtenrecht. In beiden Teilen Deutschlands kam es in den Jahren nach dem Zweiten Weltkrieg zu interkommunalen Kooperationen. Für solche Gemeindeverbände gab und gibt es verschiedene Bezeichnungen. In Schleswig-Holstein wird für solche Zusammenschlüsse seit 1948 weiterhin der Begriff „Amt“ benutzt. Auch in den Ländern Brandenburg und Mecklenburg-Vorpommern tragen diese nach 1990 eingerichteten Verbände die Bezeichnung „Amt“.